# Vítězslav Nezval
Vítěslav Nezval (26 de maio de 1900 em Biskoupky - 06 de abril de 1958 em Praga)  foi um poeta, romancista, dramaturgo, teórico, tradutor, roteirista e compositor de língua checa, nascido no território daatual República Checa, parte do Império Austro-Húngaro, então, e morto na antiga Tchecoslováquia. Foi fundador do grupo surrealista de Praga na década de 1930 e co-autor do "manifesto poetista" em 1928, junto a Karel Teige, líder fundador do grupo de arte de vanguarda Devětsil, do qual Nezval viria a se tornar o principal mentor posteriormente.

## Biografia
O pai de Nezval era professor na primeira escola onde estudou e o ajudou a desenvolver inclinações artísticas (música, arte e outros talentos que ocasionalmente aplicou posteriormente). Do pai também herdou as crenças socialistas, o que levaram a ser detido na Primeira Guerra Mundial, ele foi internado 1915-1916 por falta de confiabilidade. Alistou-se em 1918, porém deu baixa rapidamente.
Formado no Liceu de Třebíč e não conclui seus estudos superiores no curso de direito, em [Brno]], despertando um interesse por literatura que o levou à Universidade Carolina de Praga. Nesta época, nas horas livres, produziu seus textos iniciais, tendo se aproximado  de Karel Teige e Jiři Wolker, com o qual colaboraria em associação ao Devětsil. Começa a produzir textos profissionalmente e começa a trabalhar em uma enciclopédia (Masarykově) em 1924.
Já em 1922 publicou, então seu primeiro livro de poesia, Maio. Nesta época passa a participar do grupo Devětsil, onde elaboraria as idéias do poetismo, preludiado em sua poesia, embora só venha a ser publicado um manifesto em 1928. Já em 1924 publica Pantomima, considerado o pináculo de sua produção poética.
Em 1928 e 29 se torna dramaturgo do Teatro liberado, ou "Teatro livre" de Praga, criado para ser a secção de dramaturgia do grupo, que era influenciada pelo Dadaísmo e pelo Futurismo, que passa a ser influenciada pelo Poetismo, desde então. Na década de 1930 funda e lidera o grupo surrealista checo. 
De 1945 a 1951 trabalhou no Ministério da Informação e Após a II Guerra Mundial passa a ser um defensor da cultura socialista stalinista, apesar de, inicialmente, ser um admirador da obra de Franz Kafka, e defender uma arte não reducionista, ideia básica do manifesto poetista. 
Morreu de problemas cardíacos e foi sepultado em um cemitério de Vyšehradě, penhasco junto do rio, a sul da cidade moderna de Praga, onde fundou-se o primeiro povoado da região.
Deixou uma vasta obra poética, além de deixar canções, peças teatrais, livros infantis e romances. Uma de suas obras mais referidas em língua portuguesa é Praga com dedos de chuva, citada no livro Céu vazio - 63 poetas eslavos, tradução de Aleksandar Javanovic, e em um poema do crítico de arte e poeta espanhol Juan Manuel Bonet, que diz literalmente "disseste melhor que ninguém, velho amigo Vítěslav, Praga, a dos dedos de chuva".

## Obra
Autor prolífico, visto a extensa bibliografia produzida em diversos gêneros literários, sua obra vai oscilar do ideal de uma arte aproximada ao realismo socialista e a pura vanguarda, sendo esta última a marca mais reconhecível no trabalho de Nezval, considerado por alguns um dos grandes poetas do século XX, como para o poeta, economista e acadêmico mexicano Miguel Ángel Flores
Sobre o poetismo declarou, com seus colaboradores, a total independência do texto poético: “a principal tarefa do poema,” –escreveu Nezval– contra as imposições utilitárias do realismo socialista, “é ser um poema.”  . 
Nas palavras de Odile Cisneros, "o poetismo procurou aproveitar todos os elementos plásticos da linguagem (sons, images/stories gráficas, images/stories verbais) para a criação de ricas texturas poéticas onde os elementos todos formassem uma unidade autônoma e suficiente. Nesse método, a partir de uma rima interessante, o poeta vai articulando o texto numa série deliberada de associações fonéticas, gráficas e semânticas".
Considera Odile Cisneros que o melhor exemplo da poesia poetista é o poema de Nezval intitulado ABECEDA, no qual "cada estrofe é uma meditação sobre propriedades gráficas e fonéticas de uma letra do alfabeto, à qual se articulam images/stories verbais e sonoras através de um processo de associação lírica", ainda nas palavras de Cisneros. 
Já para o Mestre em Lingüística e doutor em Semiótica e Lingüística Geral pela Universidade de São Paulo, o professor Aleksandar Jovanovic , Nezval pode ter sido o maior expoente da poesia surrealista checa, junto a Konstantin Biebl, tendo explorado de maneira especial as recordações de infância e a construção de um panorama poético da cidade de Praga. 
Por outro lado, autores como o mexicano Miguel Ángel Flores acentuam que as obras de André Breton e Nezval apenas coincidiram em procedimentos e em um programa político, ao menos em dado momento, o que teria despertado o interesse e encantado o poeta francês, não sendo o poeta checo um surrealista, de fato, em função de suas mais amplas contribuições para a linguagem poética de vanguarda.

## Principais obras

### Poesia
- Maio (1922)
- A ponte (1922)
- Pantomima (1924)
- O pequeno roseiral (1926)
- Abecedário (1926)
- Edison (1926)
- O acrobata (1927)
- Cemitério judaico (1929)
- A mulher no plural (1936)
- Praga com os dedos da chuva (1936)
- 52 baladas amargas do eterno estudante Robert David (1936)

### Romances
- Carnaval (1926)
- Crônica do fim do milênio (1929)

### Teoria
- Manifesto poetista, com Karel Teige (1928)

### Literatura infantil
- Annie elfo e um chapéu de palha (1936) - inspirou uma série em sete episódios (animação) para a TV da Tchecoslováquia, em 1983.

### Drama
- Armadilha sobre rodas (1926)
- Medo (1930) - drama surrealista